# Filipiny na Mistrzostwach Świata w Lekkoatletyce 2015
Filipiny na Mistrzostwach Świata w Lekkoatletyce 2015 – reprezentacja Filipinów podczas Mistrzostw Świata w Pekinie liczyła 1 zawodnika, który nie zdobył medalu.

## Występy reprezentantów Filipin
| Konkurencja                         | Zawodnik  | Runda 1  | Runda 1 | Półfinał | Półfinał | Finał    | Finał   |
| Konkurencja                         | Zawodnik  | Rezultat | Pozycja | Rezultat | Pozycja  | Rezultat | Pozycja |
| ----------------------------------- | --------- | -------- | ------- | -------- | -------- | -------- | ------- |
| Bieg na 400 m przez płotki mężczyzn | Eric Cray | 50,04    | 33.     | NQ       | NQ       | NQ       | NQ      |